# 主顯聖容主教座堂 (哈巴羅夫斯克)

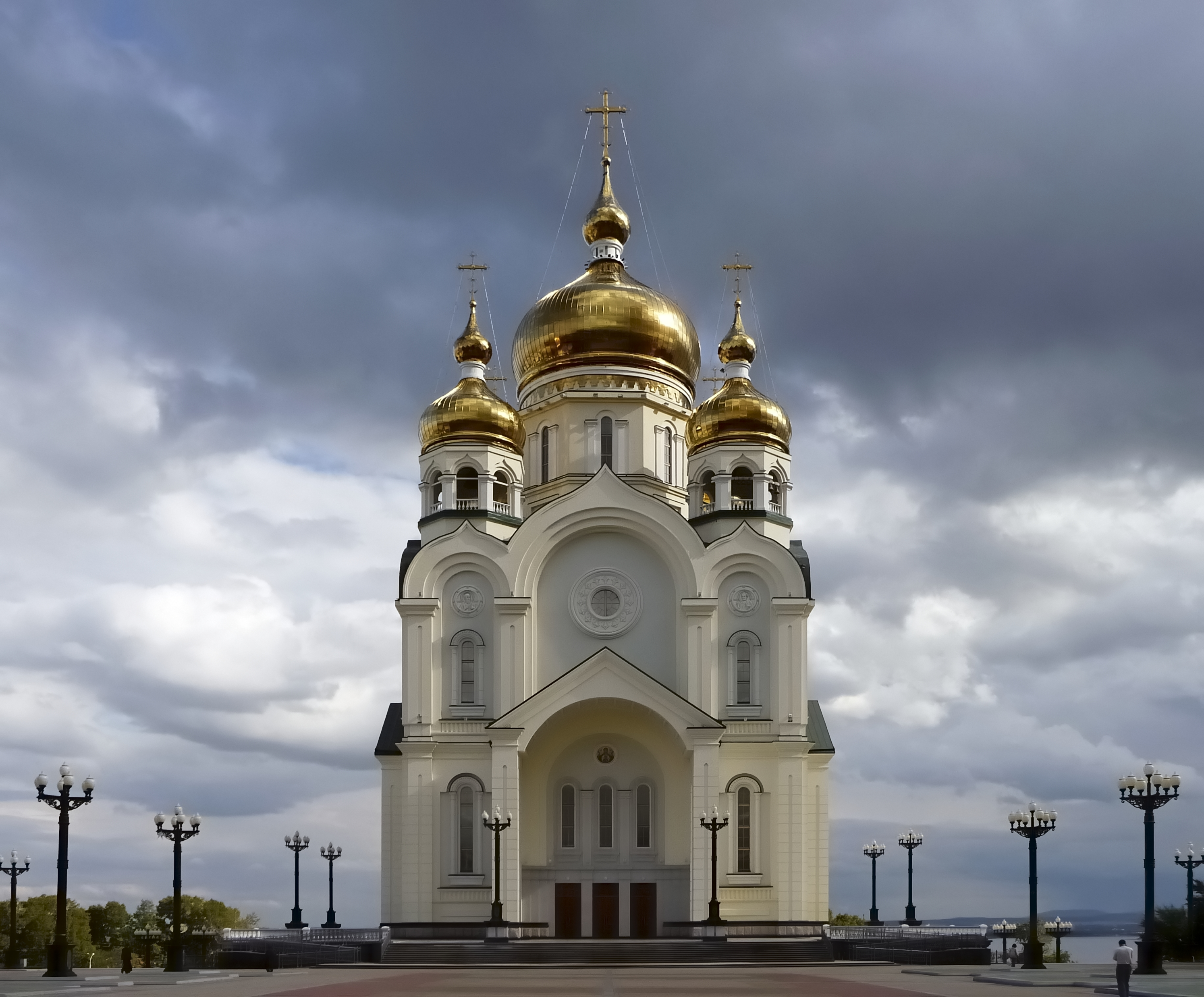
主顯聖容主教座堂

主顯聖容主教座堂（俄语：Спасо-Преображенский собор, Spaso-Preobrazhensky  sobor）是一座俄羅斯正教會主教座堂，位于俄羅斯城市伯力，俯瞰黑龙江的的陡峭悬崖上。該教堂高96米，是俄羅斯第三高的教堂，僅次於聖彼得堡的聖以撒主教座堂和莫斯科的基督救世主主教座堂。教堂修建於2001年至2004年采用帝俄时期的传统设计，让人想起康斯坦丁·索恩（Konstantin Thon）的作品。教堂顶部有四个乌克兰巴洛克风格的镀金圆顶，其中中央的一个圆顶是最大的。教堂坐落于山上，这个位置是由莫斯科及全罗斯牧首阿列克谢二世乘坐直升机飞越伯力时选择的。